# ميشيل بود
ميشيل بود (11 نوفمبر 1963 - 13 سبتمبر 2012) كان عالم مصريات فرنسيًا، ورئيس قسم السودان النوبي في قسم الآثار المصرية في متحف اللوفر. وبصفته تلك، كان منظمًا لمعرض مخصص بالكامل لـ مروي، المملكة السودانية القديمة المعروفة بعاصمتها الأسطورية ومقبرتها الملكية الشهيرة. كان أيضًا مدير البعثة الأثرية في موقع المقبرة في أبو رواش، ونشر أوراقًا بحثية حوله مثل La ceramique miniature d'Abou Rawash. كان مقيمًا في المعهد الفرنسي للآثار الشرقية بالقاهرة. كما كان مؤلفًا لأعمال عن وثيقة حجر جنوب سقارة من المملكة القديمة المتأخرة مع فاسيل دوبريف، نُشرت بين عامي 1995 و1997 في BIFAO.
توفي بود في 13 سبتمبر 2012 عن عمر يناهز 48 عامًا.

## المنشورات الرئيسية
- Djéser et la IIIe dynastie : Imhotep, Saqqara, Memphis, les pyramides à degrés, باريس، Pygmalion، سلسلة «Les Grands Pharaons»، 2007، 302 ص. ((ردمك 9782756401478))
- Famille royale et pouvoir sous l'Ancien Empire égyptien. Tome 1 & 2, المعهد الفرنسي للآثار الشرقية (1999)، المكتبة الدراسية 126، (ردمك 978-2-72-470250-7)، متاحة عبر الإنترنت
- De nouvelles annales de l'Ancien Empire Egyptien. Une "Pierre de Palerme" pour la VIe dynastie, نشرة المعهد الفرنسي للآثار الشرقية 95، ص. 23-92، متاحة عبر الإنترنت
- Méroé, un empire sur le Nil, Officina Libraria، 2010 ((ردمك 9788889854501))